# Linia kolejowa Włodzimierz Wołyński – Łudzin
Linia kolejowa Włodzimierz Wołyński – Łudzin – linia kolejowa na Ukrainie łącząca stację Włodzimierz Wołyński ze stacją Łudzin i przez granicę państwową z polską Linią Hutniczą Szerokotorową. Znajduje się w obwodzie wołyńskim. Zarządzana jest przez Kolej Lwowską (oddział ukraińskich kolei państwowych).
Linia na całej długości jest jednotorowa i niezelektryfikowana.

## Historia
Linia powstała podczas I wojny światowej. Początkowo leżała w Rosji, w latach 1918 - 1945 w Polsce, następnie w Związku Sowieckim (1945 - 1991) i od 1991 na Ukrainie.